# Домбровський Маріан Павлович
Маріан Павлович Домбро́вський (пол. Marian Dombrowski; нар. 25 березня 1876, Житомир — пом. після 1939 року, Варшава) — український і польський піаніст і педагог.

## Біографія
Народився 13 (25) березня 1876 року в місті Житомирі (тепер Україна). 1900 року закінчив Санкт-Петербурзьку консерваторію (клас Анни Єсипової), навчався у Віденській консерваторії (клас Теодора Лешетицького). У 1898 році дебютував у Варшаві, виступав Відні (1900 року брав участь у 3-му Міжнародному конкурсі імені Антона Рубінштейна); здійснив концертне турне Росією, Австрією та Польщею. У репертуарі були твори Петра Чайковського, Владислава Заремби, Фридерика Шопена.
Займався викладацькою діяльністю. З 1907 року — професор Київської консерваторії; у 1926—1939 роках — Львівської консерваторії; у 1930—1939 роках — Вищої музичної школи у Варшаві. Помер у Варшаві після 1939 року.